# Brianna Brown

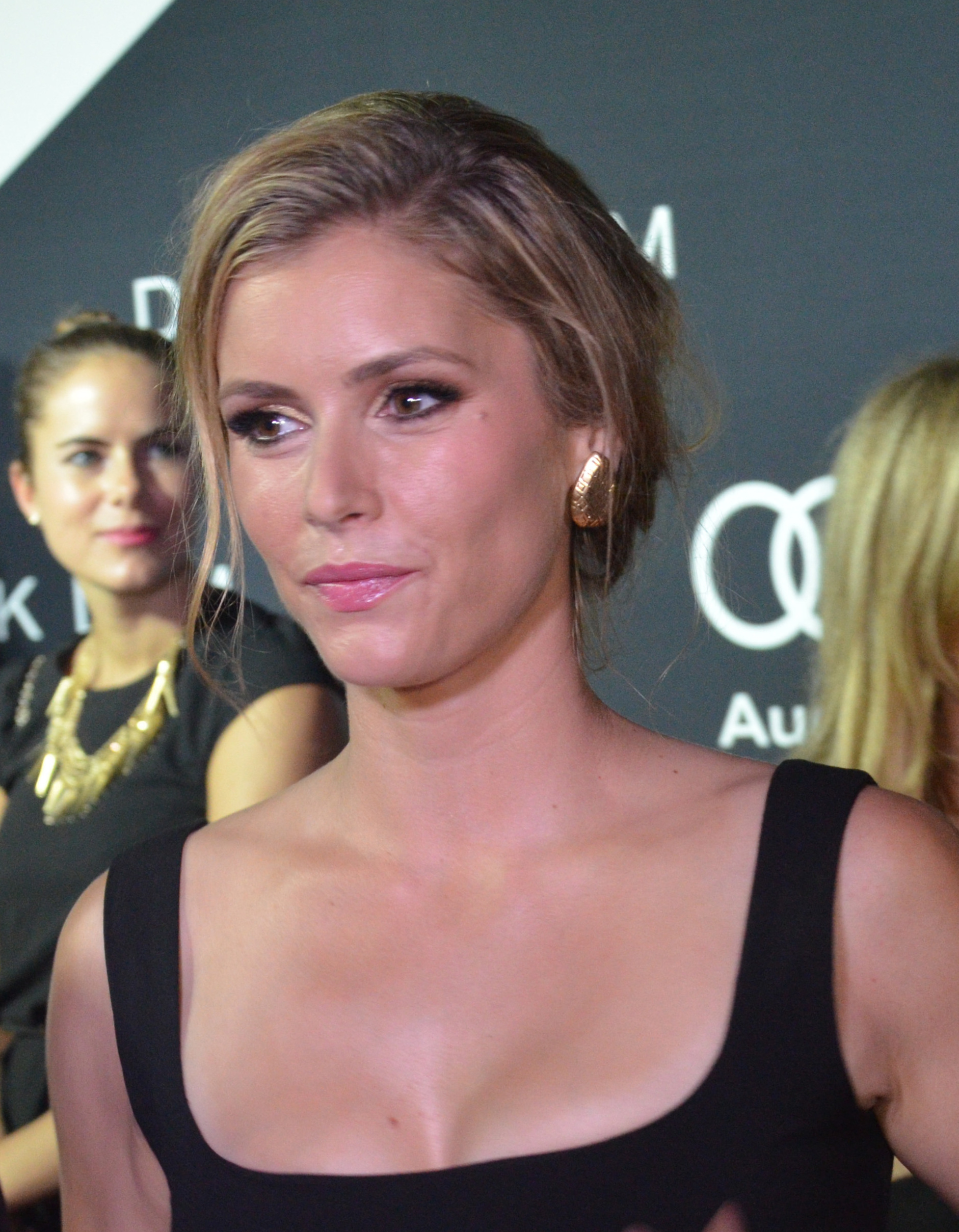
Brianna Brown

Brianna Lynn Brown (Saint Paul, 2 ottobre 1979) è un'attrice e produttrice cinematografica statunitense.

## Biografia
Brianna è nata a Saint Paul, in Minnesota, ed ha frequentato la St. Olaf College. Dopo un inizio come cantante, ha spostato la sua attenzione alla recitazione. È apparsa per la prima volta sullo schermo nel 1999, nella puntata di Freaks and Geeks serie della NBC, e negli anni successivi ha recitato in molti film e serie televisive. 
La Brown ha interpretato un ruolo principale nel film La notte dei morti viventi 3D, e nel film horror del 2007 Timber Falls. In televisione, è stata guest star in CSI - Scena del crimine, Smallville, Entourage, Senza traccia, The Closer, Joey, Criminal Minds, The Mentalist e Revenge. Nel 2012, Brianna è stata scelta per interpretare Taylor Stappord nella serie Devious Maids - Panni sporchi a Beverly Hills. La serie era stata originariamente sviluppata per ABC, ma è poi andata in onda sul canale americano Lifetime. Il suo è un personaggio principale della prima stagione, appare come guest star nella seconda, e torna come personaggio regolare nella terza.

## Filmografia

### Cinema
- Animal, regia di Luke Greenfield (2001)
- Hollywood Homicide, regia di Ron Shelton (2003)
- Spider-Man 2, regia di Sam Raimi (2004)
- 40 anni vergine (The 40-Year-Old Virgin), regia di Judd Apatow (2005)
- Adam & Eve (National Lampoon's Adam & Eve), regia di Jeff Kanew (2005)
- La notte dei morti viventi 3D (Night of the Living Dead 3D), regia di Jeff Broadstreet (2006)
- Molto incinta (Knocked Up), regia di Judd Apatow (2007)
- Botte da prof. (First Fight), regia di Richie Keen (2017)

### Televisione
- Freaks and Geeks – serie TV, episodi 1x01-1x04 (1999-2000)
- Special Unit 2 – serie TV, episodio 1x06 (2001)
- Off Centre – serie TV, episodio 1x12 (2002)
- Robbery Homicide Division – serie TV, episodio 1x06 (2002)
- CSI - Scena del crimine (CSI: Crime Scene Investigation) – serie TV, episodio 2x19 (2002)
- CSI: Miami – serie TV, episodio 2x08 (2003)
- Smallville – serie TV, episodio 4x03 (2004)
- Joey – serie TV, episodio 1x22 (2005)
- Entourage – serie TV, episodio 2x02 (2005)
- Detective Monk (Monk) – serie TV, episodio 4x14 (2006)
- Shark - Giustizia a tutti i costi (Shark) – serie TV, episodi 1x01-1x02 (2006)
- CSI: NY – serie TV, episodio 3x17 (2007)
- Senza traccia (Without a Trace) – serie TV, episodio 6x17 (2008)
- The Closer – serie TV, episodio 4x13 (2009)
- Criminal Minds – serie TV, episodio 4x16 (2009)
- General Hospital – soap opera, 242 puntate (2010-2012; 2015)
- Homeland - Caccia alla spia (Homeland) – serie TV, episodi 1x02-1x03 (2011)
- Body of Proof – serie TV, episodio 2x08 (2011)
- Private Practice – serie TV, episodio 5x11 (2012)
- CSI - Scena del crimine (CSI: Crime Scene Investigation) – serie TV, episodio 12x13 (2012)
- Awake – serie TV, episodio 1x04 (2012)
- True Blood – serie TV, 3 episodi (2012)
- Common Law – serie TV, episodio 1x06 (2012)
- Drop Dead Diva – serie TV, episodio 4x13 (2012)
- Revenge – serie TV, episodio 3x04 (2013)
- Devious Maids - Panni sporchi a Beverly Hills (Devious Maids) – serie TV, 27 episodi (2013-2015)
- The Mentalist – serie TV, episodio 6x11 (2014)
- Graceland – serie TV, 4 episodi (2014)
- Castle – serie TV, episodio 7x13 (2015)
- NCIS: New Orleans – serie TV, 3 episodi (2016)
- The Mick – serie TV, episodio 2x01 (2017)
- Dynasty – serie TV, 13 episodi (2017-2022)
- The Rookie – serie TV, episodio 5x07 (2022)
- Outer Banks – serie TV, 3 episodi (2024)
- NCIS: Hawai'i – serie TV, episodio 3x06 (2024)
- NCIS - Unità anticrimine (NCIS) – serie TV, episodio 22x06 (2024)

## Doppiatrici italiane
Nelle versioni in italiano delle opere in cui ha recitato, Brianna Brown è stata doppiata da:
- Perla Liberatori in CSI: Miami, Shark - Giustizia a tutti i costi
- Valentina Mari in The Mentalist, Private Practice
- Rossella Acerbo in CSI: Scena del crimine (ep. 2x19)
- Claudia Catani in CSI: Scena del crimine (ep. 12x13)
- Angela Brusa in Smallville
- Michela Alborghetti in CSI: NY
- Ilaria Latini in The Closer
- Jolanda Granato in Homeland - Caccia alla spia
- Cinzia De Carolis in Body of Proof
- Francesca Tardio in True Blood
- Ilaria Stagni in Devious Maids - Panni sporchi a Beverly Hills
- Rachele Paolelli in Castle
- Eleonora Reti in NCIS: New Orleans
- Francesca Zavaglia in Dynasty
- Alessandra Eleonori in The Rookie
- Eva Padoan in Outer Banks
- Chiara Gioncardi in NCIS: Hawai'i
- Chiara Colizzi in NCIS - Unità anticrimine